# Pawieł Szyndiapin
Pawieł Wiktorowicz Szyndiapin, ros. Павел Викторович Шиндяпин (ur. 21 kwietnia 1966 w Moskwie) – rosyjski hokeista.
Jego brat Andriej (ur. 1974) także został hokeistą.

## Kariera
- Spartak Moskwa (1983-1984)
- Spartak-Mołodieżnaja Moskwa (1984-1985)
- Spartak Moskwa (1985-1986)
- Kristałł Elektrostal (1986-1987)
- SzWSM Moskwa (1987-1988)
- Torpedo Jarosław (1988-1989)
- Kord Szczokino (1988-1992)
- Wiatycz Riazań (1992/1993)
- Nieftianik Almietjewsk (1992/1993)
- EHC Freiburg (1993-1994)
- Limburger HC (1995-1996)
- ESC Kempten (1996-1997)
- Witiaź Podolsk (1997-1999)
- Cracovia (1999)
- GKS Tychy (1999-2000)
- Maxwell Moskwa (2001)
- Witiaź Podolsk (2001-2003)
- Łucz Siergijew Posad (2003-2006)

Występował w ekstralidze polskiej w sezonie 1999/2000; początkowo w barwach Cracovii, a następnie w GKS Tychy (w barwach Tychów wspólnie z nim grał brat, Andriej Szyndiapin). Po odniesieniu kontuzji przed fazą play-off 1999/2000 odszedł z tyskiej drużyny.

## Osiągnięcia
Klubowe
- Srebrny medal mistrzostw ZSRR: 1984 ze Spartakiem Moskwa
- Brązowy medal mistrzostw ZSRR: 1986 ze Spartakiem Moskwa

Indywidualne
- Ekstraliga polska w hokeju na lodzie (1999/2000):
  - Piąte miejsce w klasyfikacji strzelców w sezonie zasadniczym: 19 goli (10 dla Cracovii, 9 dla GKS Tychy)[3]